# Autobahnkapelle Geismühle

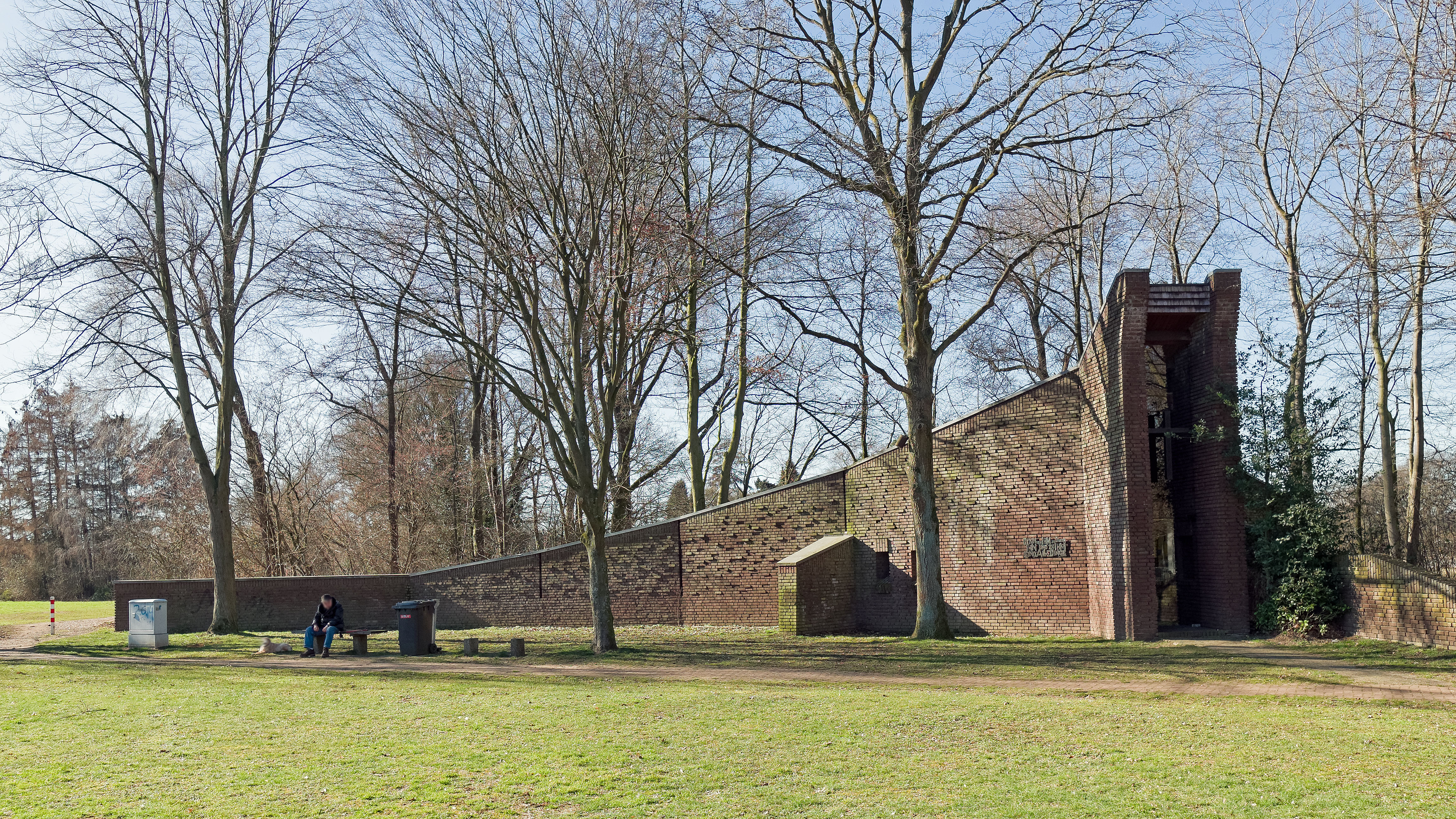
Außenansicht

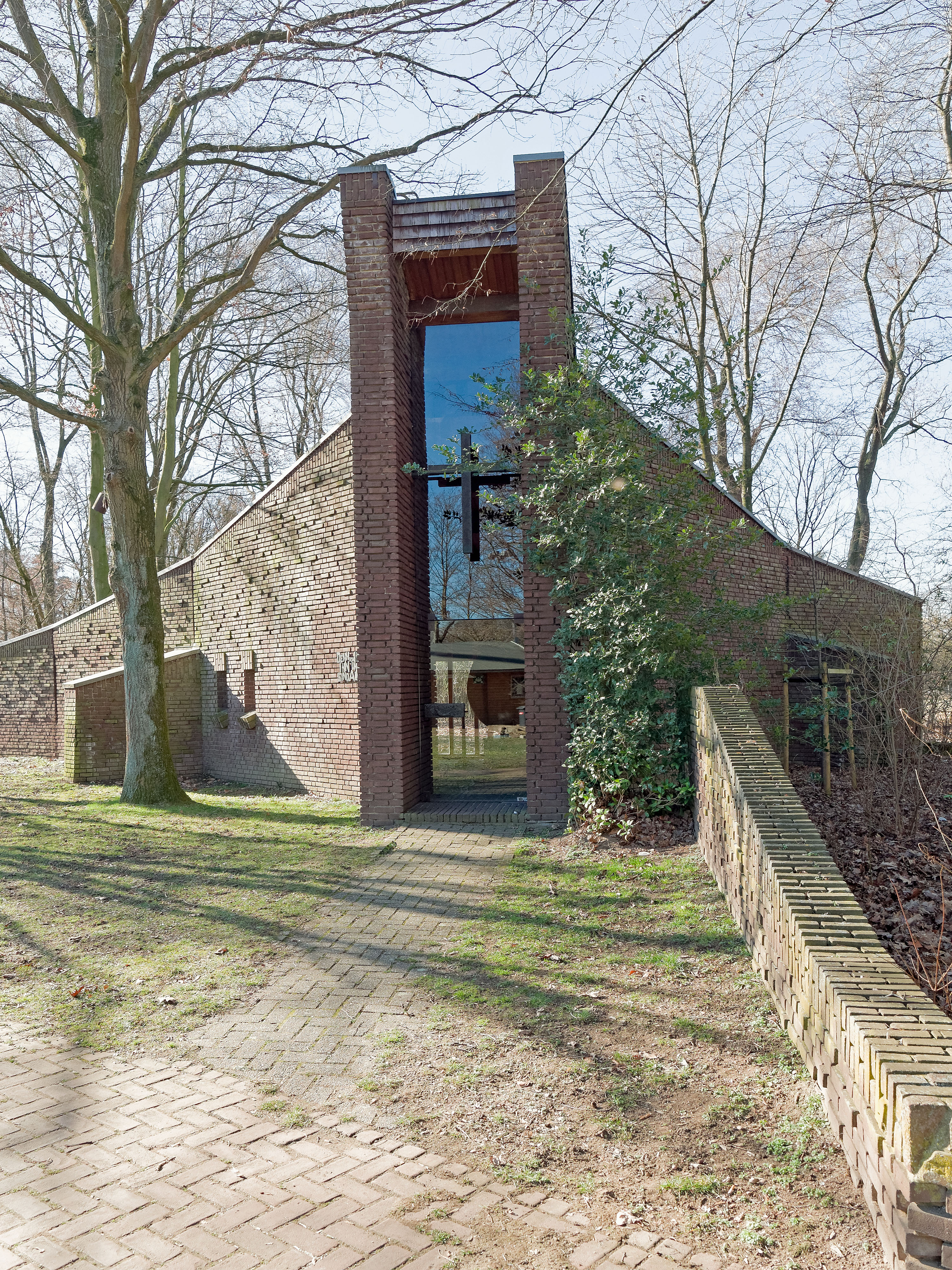
Eingangsbereich

Die Autobahnkapelle Geismühle ist eine ökumenische Autobahnkapelle auf dem Rastplatz Geismühle westlich der Bundesautobahn 57 in Krefeld-Oppum. Der 1981 eingeweihte Sakralbau steht unter Denkmalschutz.

## Geschichte und Beschreibung
Mit der Fertigstellung des Rasthofs an der Geismühle in den Jahren 1976 und 1977 wurde die Errichtung einer kleinen Kapelle in Erwägung gezogen. Die Idee stammt von einem Krefelder Industriellen, der sein Projekt beim Evangelischen Gemeindeverband Krefeld einreichte und die Finanzierung übernahm. Den ersten Entwurf legte der Krefelder Architekt Hein Stappmann vor. Nach dessen Tod 1977 übernahm Ludwig Thorissen die Vollendung der Planung. Erbaut wurde die Kapelle in den Jahren 1980 bis 1981 und am 18. April 1981 mit einem ökumenischen Gottesdienst eingeweiht. Sie ist zwar der evangelischen Kirche angeschlossen, diese hat aufgrund der ökumenischen Ausrichtung noch vor der Einweihung mit der katholischen Region Krefeld einen gemeinsamen Nutzungsvertrag abgeschlossen.
Im Vordergrund des Konzeptes der Autobahnkapelle stand die Einrichtung eines Raums, der zur Meditation und Ruhefindung dient; aufgrund der Lage an der Autobahn und der vergleichsweise geringen Größe des Inneren von 35 Quadratmetern erwies sich eine Nutzung als Gottesdienstraum nicht als sinnvoll. Entsprechend gibt es nur zwei kleine Bänke rechts und links des Eingangs. Das Gebäude ist in die Natur und Landschaft eingebunden, was an die Schöpfung erinnern soll; entsprechend ergibt sich die leicht versteckte, unscheinbare Lage zwischen mehreren Bäumen.
Die Autobahnkapelle hat nach außen eine in die Natur hinein auslaufende Form und ein abfallendes Dach. Dabei wurde auf eine Verwendung von natürlichen Materialien aus der Region, unter anderem Holzschindeln, geachtet. Auffällig ist die Arbeit von Theo Akkermann, der die Anlehnung an die Schöpfung fortsetzt. Dieser entwarf nicht nur das im Eingangsturm hängende Kreuz, die Türgriffe, die Leuchter sowie das Schriftband an der Außenwand, sondern auch die bronzene Rundscheibe mit Motiven aus dem Buch Genesis, die auf einem kleinen Sockel steht.
2008 wurde die Autobahnkapelle unter Nummer 960 als Baudenkmal in die Denkmalliste der Stadt Krefeld aufgenommen. Sie ist tagsüber geöffnet und gut besucht. In ihr liegt ein Anliegenbuch aus.
2011 wurde geplant, die Autobahn 57 von vier auf sechs Spuren zu erweitern. Dabei sollte der westliche Rasthof, auf dem auch der Sakralbau steht, abgerissen werden; die Geismühle und die Autobahnkapelle sollten zwar erhalten, jedoch hinter Lärmschutzwänden von der Autobahn abgetrennt werden. Die Planung sah vor, den östlichen Rastplatz dagegen zu vergrößern und um eine neue Kapelle zu ergänzen. Dieses Vorhaben stieß auf Kritik von Seiten der Kirche und der Denkmalbehörden, die bemängeln, dass die Autobahnkapelle ihre Funktion, die ein Bestandteil des Denkmalschutzes ist, verliere und eine einfache Kapelle an dieser Stelle nicht sinnvoll wäre.